# Лейксайд (округ Сан-Патрисіо, Техас)
Лейксайд (англ. Lakeside) — місто (англ. town) в США, в окрузі Сан-Патрисіо штату Техас. Населення — 338 осіб (2020).

## Географія
Лейксайд розташований за координатами 28°6′11″ пн. ш. 97°51′40″ зх. д. / 28.10306° пн. ш. 97.86111° зх. д. (28.103079, -97.861124).  За даними Бюро перепису населення США в 2010 році місто мало площу 0,99 км², уся площа — суходіл.

## Демографія
Згідно з переписом 2010 року, у селищі мешкало 312 осіб у 125 домогосподарствах у складі 93 родин. Густота населення становила 315 осіб/км².  Було 188 помешкань (190/км²).
Расовий склад населення:
| - 95,8 % — білих - 0,3 % — чорних або афроамериканців - 1,9 % — осіб інших рас |

До двох чи більше рас належало 1,9 %. Частка іспаномовних становила 44,2 % від усіх жителів.
За віковим діапазоном населення розподілялося таким чином: 21,5 % — особи молодші 18 років, 54,5 % — особи у віці 18—64 років, 24,0 % — особи у віці 65 років та старші. Медіана віку мешканця становила 49,0 року. На 100 осіб жіночої статі у селищі припадало 119,7 чоловіків;  на 100 жінок у віці від 18 років та старших — 107,6 чоловіків також старших 18 років.
Середній дохід на одне домашнє господарство  становив 58 782 долари США (медіана — 46 250), а середній дохід на одну сім'ю — 67 313 долари (медіана — 56 500). Медіана доходів становила 55 208 доларів для чоловіків та 33 750 доларів для жінок. За межею бідності перебувало 3,1 % осіб, у тому числі 1,5 % дітей у віці до 18 років та 4,1 % осіб у віці 65 років та старших.
Цивільне працевлаштоване населення становило 111 осіб. Основні галузі зайнятості: роздрібна торгівля — 21,6 %, сільське господарство, лісництво, риболовля — 17,1 %, освіта, охорона здоров'я та соціальна допомога — 16,2 %.